# Biotopo palude di Cima Corso
La Palude di Cima Corso è un Biotopo naturale regionale nel territorio del Comune di Ampezzo nella Provincia di Udine.

## Geologia
Il Biotopo di Cima Corso si trova nella conca lasciata da un antico lago post-glaciale.

## Storia
Per la notevole biodiversità dell'area, la palude è diventata area naturale protetta nel 1998, in linea con le indicazioni del Progetto Bioitaly e la Direttiva Habitat 92/43/CEE.
A seguito di una prima valorizzazione nel 2005-2006, nel 2008 un finanziamento della Comunità Europea ha permesso la realizzazione della sentieristica e della sistemazione del centro visite
Dal luglio 2008 il naturalista Paolo Pellarini gestisce il centro visite e le visite guidate al Biotopo di Cima Corso.
A ottobre 2018 l'area protetta è stata in parte danneggiata dalla tempesta Vaia.
Nel 2019 il centro visite è indicato come non utilizzato.

## Fauna
Nel parco si trovano alcune specie importanti per la biodiversità, come il  Re di quaglie (Crex crex), una specie di uccello inserita nella Convenzione di Berna del 1982, oppure la rana lessonae, che indica un ambiente particolarmente avulso dalle contaminazioni genetiche delle specie autoctone e dall'inquinamento antropico, infatti si tratta di una rana che facilmente si ibrida con la più comune rana ridibunda.
L'avifauna comprende esemplari di corvo imperiale, aquila reale, falco pellegrino, di picchio nero;  tra i rapaci notturni ricordiamo la civetta e il gufo, mentre tra i mammiferi volpi e tassi.
Nel biotopo di Cima Corso si trova una grande varietà di anfibi: nello stagno vivono il Triturus alpestris alpestris, il Triturus vulgaris meridionalis, la Salamandra atra atra, la Rana temporaria temporaria, e il Bufo bufo.

## Flora
Nel biotopo fiorisce la rara orchidea Liparis loeselii.
Si segnala inoltre la presenza di Sparganium minimum e delle ciperacee Carex diandra e Carex appropinquata.